# Епархия Абритта
Епархия Абритта (лат. Dioecesis Abrittena) — упразднённая епархия Константинопольского патриархата, в настоящее время титулярная епархия Римско-Католической церкви.

## История
Античный город Абритт (в настоящее время Разград, Болгария) находился в провинции Мёзия диоцеза Фракия Византийской империи и до VIII века был центром одноимённой епархии Константинопольского патриархата. Епархия Абритта входила митрополию Маркианополя. В VIII веке епархия Абритта прекратила своё существование.
C 1915 года епархия Абритта является титулярной епархией Римско-Католической церкви.

## Греческие епископы
- епископ Марциан (упоминается в 431 году);
- епископ Орсий (упоминается в 787 году).

## Титулярные епископы
- епископ Jean de Vienne de Hautefeuille C.M.[1] (10.08.1915 — 11.04.1946) — назначен епископом Тяньцзиня;
- епископ Maksimilijan Držečnik (15.09.1946 — 15.06.1960) — назначен епископом Лаванта;
- епископ Cletus Francis O’Donnell (26.10.1960 — 18.02.1967) — назначен епископом Мадисона;
- епископ Philemon Kurchaba C.SS.R. (16.01.1991 — 26.10.1995);
- епископ Ян Еуген Кочиш (24.04.2004 — по настоящее время).

## Источник
- Annuario Pontificio, Libreria Editrice Vaticana, Città del Vaticano, 2003, стр. 748, ISBN 88-209-7422-3
- Pius Bonifacius Gams, Series episcoporum Ecclesiae Catholicae, Leipzig 1931, стр. 428  (лат.)
- Michel Lequien, Oriens christianus in quatuor Patriarchatus digestus, Parigi 1740, Tomo I, coll. 1219—1222  (лат.)
- Daniele Farlati e Jacopo Coleti, Illyricum Sacrum, vol. VIII, Venezia 1819, стр. 110  (лат.)
- La Gerarghia Cattolica